# Simon Seidl (Musiker)

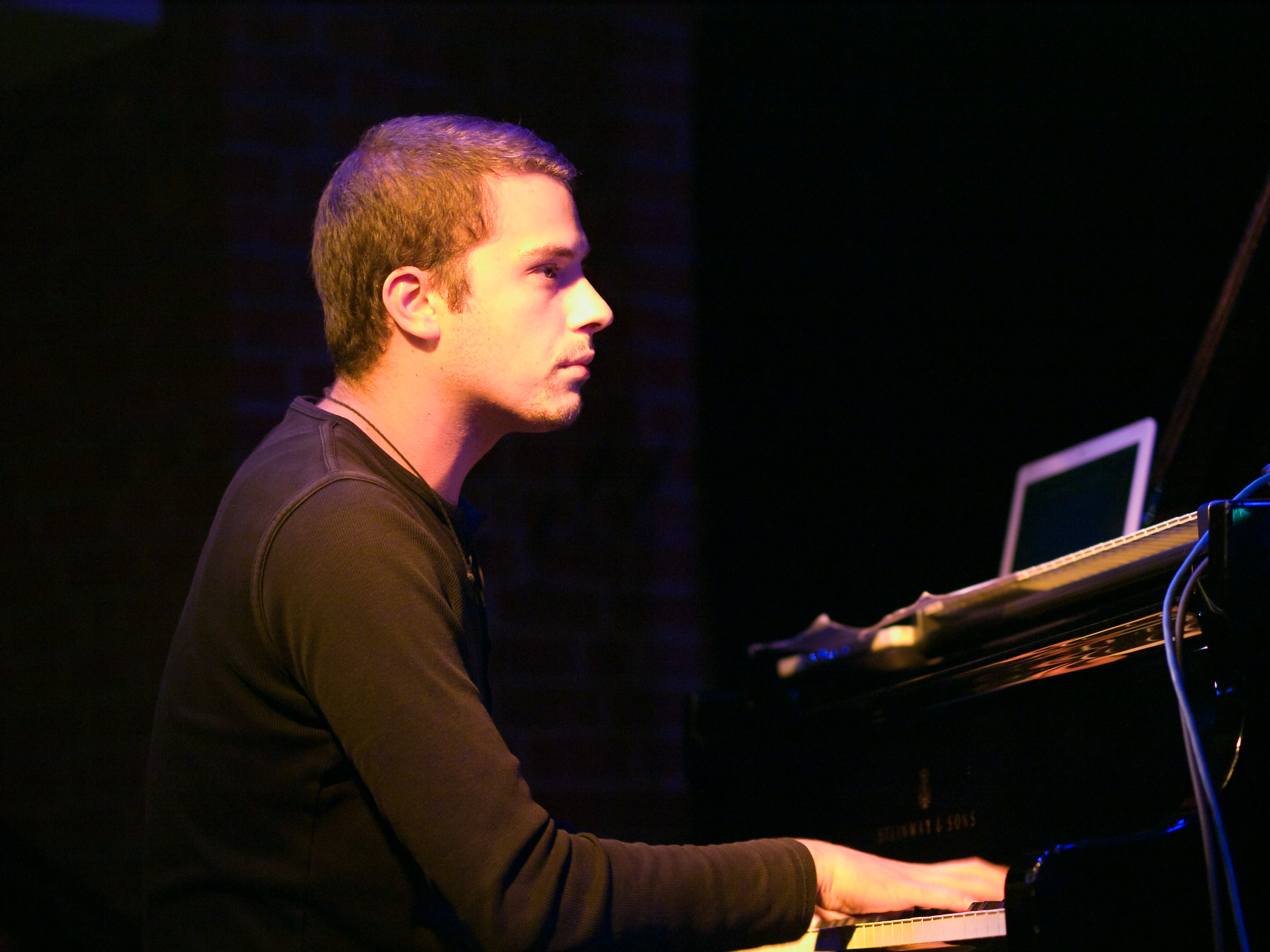
Simon Seidl (2010)

Simon Seidl (* 1988 in Ingolstadt) ist ein deutscher Jazzmusiker (Piano). 

## Leben und Wirken
Seidl hatte zunächst klassischen Klavierunterricht. Ab 2003 schloss sich Jazzpiano-Unterricht bei Robert Aichner und bei Stefan Schmid an. Er war Mitglied im Landesjugendjazzorchester Bayern unter der Leitung von Harald Rüschenbaum. Seit 2007 war er Jungstudent am Richard-Strauss-Konservatorium in München bei Tizian Jost. Von Herbst 2008 studierte er bis Frühjahr 2013 an der Hochschule für Musik Köln bei Hubert Nuss. Er gehört zu den Gruppen von Hendrika Entzian, Jakob Kühnemann und Maxime Bender und gründete 2011 ein eigenes Trio mit Robert Landfermann und Fabian Arends; dessen Debütalbum Miradouro veröffentlichte Klaeng Records 2016. Zudem ist er Mitglied der Gruppe Truman Doctrin um den Posaunisten Janning Trumann (Impuls, 2014). Ferner ist er auf Alben von Anne-Christine Heinrich, Maxime Bender (Path of Decision), Christoph Möckel (Dreamlike), Fabian Arends (Levitate, 2017) und Heiner Schmitz (Sins & Blessings) zu hören. Mit Matthew Halpin nahm er 2021 für den Deutschlandfunk Duostücke auf.

## Preise und Auszeichnungen
Mit der Band Blindflug um Michael Binder war er 2004 Preisträger beim bayrischen Landeswettbewerb Jugend jazzt. Weiter erhielt er den „Sonderpreis Jazz“ und Preise im klassischen Bereich des Lions Club Ingolstadt. 2007 gewann er den Solistenpreis beim Bundeswettbewerb Jugend jazzt. Im selben Jahr erhielt er den Jazzförderpreis der Stadt Ingolstadt.